# Polsko na Letních olympijských hrách 2012
Polsko na Letních olympijských hrách 2012 v Londýně reprezentovalo 223 sportovců (133 mužů a 90 žen) ve 24 sportech.

## Medailisté
| Medaile | Jméno                                  | Sport             | Disciplína                      |
| ------- | -------------------------------------- | ----------------- | ------------------------------- |
| Zlato   | Tomasz Majewski                        | Atletika          | Muži vrh koulí                  |
| Zlato   | Adrian Zieliński                       | Vzpírání          | muži 85 kg                      |
| Stříbro | Sylwia Brogacká                        | Sportovní střelba | ženy 10 metrů vzduchová pistole |
| Stříbro | Anita Włodarczyková                    | Atletika          | Ženy hod kladivem               |
| Bronz   | Magdalena Fularczyková Julia Michalská | Veslování         | ženy dvojskif                   |
| Bronz   | Bartłomiej Bonk                        | Vzpírání          | muži do 105 kg                  |
| Bronz   | Damian Janikowski                      | Zápas             | muži řecko-římský do 84 kg      |
| Bronz   | Przemysław Miarczyński                 | Jachting          | muži Třída RS:X                 |
| Bronz   | Zofia Klepacka                         | Jachting          | ženy Třída RS:X                 |
| Bronz   | Beata Mikołajczyková Karolina Najaová  | Kanoistika        | ženy K2 500 metrů               |